# Орелович Соломон Лазаревич
Орелович Соломон Лазаревич (Ореловеч Семен Лазаревич; * 18 травня 1902, Гродно, Російська імперія — † 7 вересня 1937, Київ(?), СРСР) — організатор кіновиробництва, працівник органів ДПУ-НКВС
Жертва Сталінського терору.

## Біографія
Народився в незаможній єврейській родині. Отримав початкову освіту (хедер).
1918-1920 роки — функціонер Комуністичної союзу молоді в Білорусі.
З 1921 по 1927 рік працівник органів ДПУ-НКВС в Україні.
В 1927-1933 роках — директор Ялтинської (1927-1928), Одеської (1930-1931) і Київської кінофабрик (1931-1933) ВУФУКУ (Всеукраїнське фотокіноуправління).
В 1933-1935 — заступник начальника відділу резервів ОГПУ, НКВС УРСР, в 1935-1936 — заступник начальника місць позбавлення волі НКВС УРСР.
В 1937 році він починає працювати директором  «Київської кінофабрики Українфільм».
«Орелович почав рекламувати українського наркома (Балицького) серед працівників культури як людину непорочну, аскетичну, до кінця віддану справі робітничого класу». Конечно, когда столь усердно рекламируемый им нарком был объявлен врагом народа, судьба Ореловича была предрешена: как и воспетый им Балицкий, он «удостоился» попасть в «сталинские списки», пройдя в них по «категории 1», что означало расстрел.
17(18-?) липня 1937 року Соломон Орелович був заарештований. 7 вересня 1937 року його засудили до вищої міри покарання і розстріляли.
Реабілітований 6 жовтня 1956 року.